# Henri Louis Houthoff
Henri Louis ('Hans') Houthoff (Amsterdam, 5 augustus 1910 -  ’s-Graveland, 20 december 1997) was een Nederlands advocaat. Hij was medeoprichter en naamgever van het advocatenkantoor Houthoff. 

## Loopbaan
Na de Tweede Wereldoorlog was Houthoff betrokken bij de Bijzondere rechtspleging en werkt hij mee aan de veroordeling van Ans van Dijk, de enige vrouw die wegens collaboratie na de oorlog de doodstraf kreeg en ook daadwerkelijk werd geëxecuteerd.
Als advocaat, procureur en curator werkte Houthoff aanvankelijk voor de grote assuradeuren, om daarna actief te worden voor veel bedrijven, zoals De Bijenkorf. Hij was ook de advocaat van de familie Van Gasteren en, vanuit zijn christelijke achtergrond, het Leger des Heils.
In 1970 ging zijn kantoor, waarvan ook mr F.Ph. Kuethe (1903-1996) deel uitmaakte, samen met twee andere kantoren (met verschillende religieuze achtergrond) en vormde zo het (destijds) grootste kantoor in Amsterdam en daarmee van Nederland. Het nieuwe kantoor werd naar hem vernoemd.

## Levensloop
Houthoff was het jongste kind van Elisabeth Maria Beijer (1873-1936) en Henri Louis Houthoff (1871-1959), makelaar en verzamelaar van het werk van Hermann Friedrich Kohlbrugge. Na het gymnasium studeerde hij rechten.
Tijdens de mobilisatie was hij gelegerd in Heeswijk-Dinther, waar hij als officier 3e Compagnie aan- en afvoertroepen verantwoordelijk was voor het bevoorraden van nabijgelegen kazernes en eenheden.
Na de capitulatie keerde hij terug naar zijn ouderlijk huis aan de Prinsengracht 164, waar hij door het gemeentebestuur vanwege zijn juridische achtergrond werd gevraagd inspecteur prijsafspraken te worden. Hij oefende deze functie uit vanuit een kantoor op de Keizersgracht 542. Na de Februaristaking en het ontslag van burgemeester Willem de Vlugt moet hij Joodse ondernemers controleren. Omdat hij weigert, stuurt de SD hem naar Duitsland, waarna hij onderduikt in de kosterswoning van de Remonstrantse kerk in Amsterdam, vervolgens in Voorst, de geboorteplaats van zijn echtgenote Martha Mathilde ‘Thilly’ de Groot (1909-2001), en weer in Amsterdam.
In 1952 verhuisde Houthoff met zijn gezin, dat vijf kinderen telde, naar de buitenplaats Trompenburgh in ’s-Graveland, waar hij tot zijn overlijden woonde.

## Hermann Friedrich Kohlbrugge
Houthoff en zijn echtgenote bezaten een groot aantal geschriften van Hermann Friedrich Kohlbrugge, die door hun beider vaders werd verzameld. De vader van ‘Thilly’ Houthoff-de Groot, Hendrik Jan de Groot (1872-1941), Hervormd predikant in Voorst, was een geestverwant van Kohlbrugge. In 1986 schonk het echtpaar deze collectie aan de Theologische Hogeschool in Apeldoorn.